# En skärgårdsflickas roman
En skärgårdsflickas roman är en svensk svartvit stumfilm från 1913 med regi och manus av Arthur Donaldson. Han medverkar också som skådespelare tillsammans med Lilly Jacobsson och Victor Arfvidson.

## Om filmen
Filmen spelades in med Julius Jaenzon som fotograf i Svenska Biografteaterns ateljé på Lidingö samt på Västkusten. Den premiärvisades 15 maj 1913 på Stora Biografen i Malmö.
Tidningen Aftonbladet kallade filmen för "en liten bagatell".

## Handling
En herre utbyter några artigheter med en skärgårdsflicka och genom skvaller nås hennes beundrare Per av denna nyhet. Per litar dock på henne och det hela slutar med försoning och förlovning.

## Rollista
- Lilly Jacobsson – skärgårdsflicka
- Victor Arfvidson – Per, hennes beundrare
- Arthur Donaldson – förmögen man